# Musée ethnographique de Gabès
Le musée ethnographique de Gabès, appelé aussi musée des arts et traditions populaires de Gabès ou musée Sidi Boulbaba, est un musée situé à Gabès en Tunisie.

## Bâtiment
Le musée occupe les locaux de la médersa de Sidi Boulbaba qui est un monument historique construit sous les Mouradites à la fin du XVIIe siècle. Ce bâtiment est construit en grand appareil en 1692. Il est situé à proximité immédiate du mausolée du saint patron de la ville, Sidi Boulbaba El Ansari. La façade est quasi-aveugle et a comme seule ornementation l'encadrement de la porte d'entrée en pierre taillée dans le calcaire. La médersa est constituée de plusieurs parties : une aile destinée à l'enseignement religieux, une mosquée et une résidence pour étudiants. Le musée ethnologique est inauguré au sein de ce complexe en 1984.

## Collections
Les collections du musée s'articulent autour de quatre thèmes principaux afin d'illustrer la culture de la région de Gabès : le mariage, l'agriculture oasienne, l'alimentation traditionnelle et l'artisanat local à travers le tissage. Quelques pièces archéologiques antiques figurent également parmi ses collections.